# Dafnés (Héraklion)
Dafnés, en grec moderne : Δαφνές, est un village du dème de Héraklion, dans le district régional de Héraklion, de la Crète, en Grèce. Selon le recensement de 2011, la population de Dafnés compte 1 204 habitants.
Le village est situé à une distance de 18 km de Héraklion et à une altitude de 320 m.